# 玛丽马先蒿
玛丽马先蒿（学名：Pedicularis mariae）为列当科马先蒿属的植物。分布于俄罗斯以及中国大陆的新疆等地，生长于海拔1,800米至2,500米的地区，目前尚未由人工引种栽培。